# کبنت
کبنت روستایی در استان ریفت والی، کنیا می‌باشد.